# Arrest Shield Mark
Shield Mark of Shieldmark, voluit Shield Mark BV t. Joost Kist h.o.d.n. Memex (HvJ EG 27 november 2003, nr. C-283/01), is de roepnaam van een arrest van het Hof van Justitie van de Europese Gemeenschappen gewezen op 27 november 2003, betreffende een verzoek om een prejudiciële beslissing van de Hoge Raad der Nederlanden over de uitlegging van artikel 2 van de Europese Merkenrichtlijn (Richtlijn 89/104/EEG). Het arrest heeft betrekking op de mogelijkheid om klanken en melodieën als merk te deponeren.

## Feiten en procesverloop
De feiten die aanleiding gaven tot het arrest waren als volgt. Shield Mark is houdster van veertien merken die zijn ingeschreven bij het Benelux Merkenbureau. Vier van deze merken bestaan uit een notenbalk met daarop de eerste negen noten van Beethovens Für Elise. Vier andere merken bestaan slechts uit de eerste negen noten van Für Elise. Weer drie andere merken bestaan uit de notenreeks E, Dis, E, Dis, E, B, D, C, A. Ten slotte bestaan twee merken uit de onomatopee "Kukelekuuuuu", en een merk uit het gekraai van een haan. In oktober 1992 begint Shield Mark met het via de radio uitzenden van reclameboodschappen die steeds beginnen met een jingle bestaande uit de eerste negen noten van Für Elise. Ook brengt Shield Mark sinds februari 1993 nieuwsbrieven uit die bij boekhandels en kiosken in een display liggen. Iedere keer dat iemand zo'n nieuwsbrief uit het display neemt, klinkt dezelfde jingle. Tot slot heeft Shield Mark een softwarepakket ontwikkeld, waarbij het gekraai van een haan klinkt telkens als de diskette wordt opgestart.
Joost Kist (handelend onder de naam Memex) is een communicatieadviseur, met name actief op het gebied van het reclame- en merkenrecht, en organiseert seminars op het gebied van intellectuele eigendom en marketing. Tijdens een op 1 januari 1995 gestarte reclamecampagne heeft Kist gebruikgemaakt van een melodie bestaande uit de eerste negen noten van Für Elise. Ook heeft hij software verkocht die bij het opstarten het geluid van een kraaiende haan afspeelt.
Shield Mark dagvaart Kist wegens onder andere merkinbreuk. Het betreft een proefproces: een van de oprichters van Shield Mark BV is Bas Kist, zoon van Joost Kist. Bij arrest van 27 mei 1999 wijst het gerechtshof 's-Gravenhage de vordering af, voor zover deze is gegrond op schending van het merkenrecht. Dit oordeel baseert het gerechtshof op de overweging dat de regeringen van de Benelux-landen klanken niet in aanmerking hebben willen laten komen voor inschrijving als merk. Shield Mark stelt beroep in cassatie in bij de Hoge Raad der Nederlanden, die bij arrest van 13 juli 2001 de behandeling van de zaak schorst en twee prejudiciële vragen stelt aan het Hof van Justitie over de uitlegging van artikel 2 van de Merkenrichtlijn, welke bepaling luidt (voor zover van belang):

Merken kunnen worden gevormd door alle tekens die vatbaar zijn voor grafische voorstelling, met name woorden, met inbegrip van namen van personen, tekeningen, letters, cijfers, vormen van waren of van verpakking, mits deze de waren of diensten van een onderneming kunnen onderscheiden

De prejudiciële vragen worden door het Hof aldus geherformuleerd (rechtsoverweging 26 en 42, geparafraseerd):
1. Moet artikel 2 van de richtlijn aldus worden uitgelegd dat het zich ertegen verzet dat klanken als merk worden aangemerkt? Zo nee, impliceert dit artikel dat klanken als merken dienen te worden aangemerkt? (Neen; Ja, mits)
2. Onder welke voorwaarden is een klank vatbaar voor grafische voorstelling in de zin van artikel 2 van de richtlijn en voldoet een notenschrift, een omschrijving in woorden in de vorm van een onomatopee, een omschrijving in woorden op een andere wijze, een grafische voorstelling zoals een stemplaatje of sonagram, een aan het depotformulier toegevoegde geluidsdrager, een digitale vastlegging die via internet kan worden beluisterd, een combinatie van deze mogelijkheden of een ander middel aan de vereisten van grafische voorstelling?

## Beoordeling door het Hof
Met een verwijzing naar het arrest Sieckmann, dat ging over geurmerken, merkt het Hof allereerst op dat de opsomming in artikel 2 van tekens die een merk kunnen vormen, niet uitputtend is. Het overweegt vervolgens dat klanken "van nature niet ongeschikt [zijn] om waren of diensten van een onderneming te onderscheiden van die van een andere onderneming" (rechtsoverweging 36). Het Hof stelt daarom vast, in antwoord op de eerste vraag, dat klanken een merk kunnen vormen, op voorwaarde dat zij tevens vatbaar zijn voor grafische voorstelling.
Met betrekking tot de tweede vraag stelt het Hof eerst vast dat Shield Mark geen aanvraag heeft ingediend in de vorm van een sonagram, een geluidsdrager, een digitale vastlegging of een combinatie van die mogelijkheden, en dat de vraag in zoverre hypothetisch is en dus geen beantwoording behoeft (rechtsoverweging 54). Het Hof richt zich daarom op de grafische voorstelling door middel van een notenschrift, een omschrijving in woorden in de vorm van een onomatopee, en een omschrijving in woorden op een andere wijze. Het haalt voor de beantwoording van de vraag waaraan een grafische voorstelling moet voldoen het arrest Sieckmann aan, waarin is bepaald dat een teken dat als zodanig niet visueel waarneembaar is (zoals klanken en geuren), "een merk kan vormen op voorwaarde dat het vatbaar is voor grafische voorstelling, inzonderheid door middel van figuren, lijnen of lettertekens, en die voorstelling duidelijk, nauwkeurig, als zodanig volledig, gemakkelijk toegankelijk, begrijpelijk, duurzaam en objectief is" (de Sieckmann-criteria).
Bij de beantwoording van de tweede vraag stelt het Hof voorop dat een teken niet als klankmerk kan worden ingeschreven, wanneer de aanvrager in zijn inschrijvingsaanvraag niet heeft gepreciseerd dat het teken als klank moet worden opgevat. In zo'n geval mogen de bevoegde autoriteit en het publiek er namelijk van uitgaan dat het om een woord- of beeldmerk gaat. Het overweegt vervolgens dat de omschrijvingen 'de eerste negen noten van Für Elise' en 'het gekraai van een haan', noch de onomatopee 'kukelekuuuuu' zonder nadere precisering aan de Sieckmann-criteria beantwoordt. Evenmin vormt de opeenvolging van noten, zoals E, Dis, E, Dis, E, B, D, C, A, zonder nadere precisering een grafische voorstelling in de zin van de richtlijn, aldus het Hof. Een notenbalk met daarop onder meer een muzieksleutel, noten, rusten en, eventueel, alteraties – die samen de hoogte en duur van de klanken bepalen – beantwoordt volgens het Hof echter wel aan de gestelde criteria.
Het Hof van Justitie (Zesde kamer) verklaart voor recht:

1. Artikel 2 van de [richtlijn] moet aldus worden uitgelegd dat klanken als merk dienen te worden aangemerkt wanneer zij geschikt zijn om de waren of diensten van een onderneming van die van een andere onderneming te onderscheiden en vatbaar zijn voor grafische voorstelling.
2. Artikel 2 van [de richtlijn] moet aldus worden uitgelegd dat een teken dat als zodanig niet visueel waarneembaar is, een merk kan vormen op voorwaarde dat het vatbaar is voor grafische voorstelling, inzonderheid door middel van figuren, lijnen of lettertekens, en die voorstelling duidelijk, nauwkeurig, als zodanig volledig, gemakkelijk toegankelijk, begrijpelijk, duurzaam en objectief is.
Wat een klank betreft, wordt niet aan deze voorwaarden voldaan wanneer het teken grafisch wordt voorgesteld door middel van een omschrijving in woorden, zoals de vermelding dat het teken bestaat in de noten die een bekend muziekstuk vormen of in het geluid van een dier, of slechts door middel van een onomatopee zonder nadere precisering dan wel door een opeenvolging van muzieknoten zonder nadere precisering. Daarentegen wordt wel aan deze voorwaarden voldaan wanneer het teken wordt voorgesteld door middel van een in maten verdeelde notenbalk met daarop onder meer een sleutel, muzieknoten en rusten waarvan de vorm de relatieve waarde aangeeft, en eventueel alteraties.

## Relevantie
Het arrest Shield Mark is van belang voor de beantwoording van de vraag of, en zo ja onder welke voorwaarden, in de Europese Unie een klank of melodie kan worden ingeschreven als merk. Hiervoor vereist artikel 2 van de Merkenrichtlijn dat het teken onderscheidend vermogen heeft en vatbaar is voor grafische voorstelling. Het Hof van Justitie is van oordeel dat een klank of melodie onderscheidend vermogen kan hebben en voor grafische voorstelling vatbaar is indien "het teken wordt voorgesteld door middel van een in maten verdeelde notenbalk met daarop onder meer een sleutel, muzieknoten en rusten waarvan de vorm van de relatieve waarde aangeeft, en eventueel alteraties". De Kamer van Beroep van het Bureau voor de harmonisatie van de interne markt (merken, tekeningen en modellen) heeft op 8 september 2005 geoordeeld dat ook een sonagram geldt als grafische voorstelling in de zin van artikel 2 van de Merkenrichtlijn.
Na het wijzen van het arrest Shield Mark heeft de Europese Commissie Verordening 2868/95 tot uitvoering van Verordening (EG) nr. 40/94 inzake het Gemeenschapsmerk zo gewijzigd dat daarin melding is gemaakt van de mogelijkheid geluidsmerken te deponeren. De weergave moet volgens de gewijzigde verordening bestaan uit "een grafische weergave van het geluid, in het bijzonder in muziekschrift". Als de aanvraag langs elektronisch weg wordt ingediend kan een elektronisch bestand met het geluid worden toegevoegd.